# Ferme Jacquemot
La ferme Jacquemot est une ferme comtoise traditionnelle de Haut-Doubs du XVIIIe siècle de Grand'Combe-Châteleu dans le Doubs en Bourgogne-Franche-Comté. Depuis 1995 elle fait partie de l'écomusée « Fermes-Musée du Pays Horloger » avec l'atelier du forgeron Louis Girard voisin. La ferme et les décors intérieurs sont inscrits aux monuments historiques depuis le 9 octobre 1979.

## Localisation
L'écomusée est implanté au 5 rue les cordiers, sur le territoire de la commune de Grand'Combe-Châteleu, à 5 km de Morteau, dans le Haut-Doubs, à proximité de la frontière suisse.

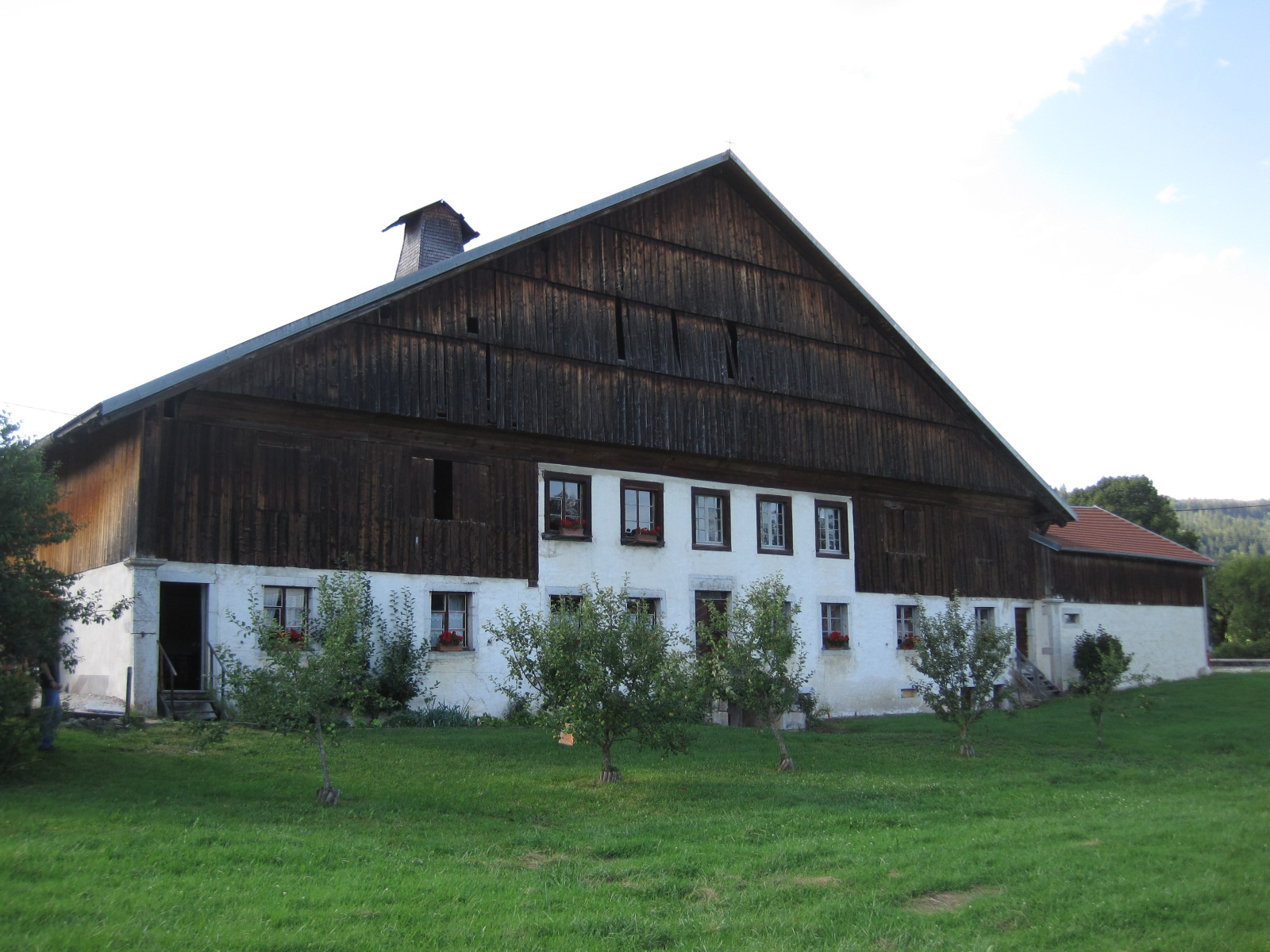
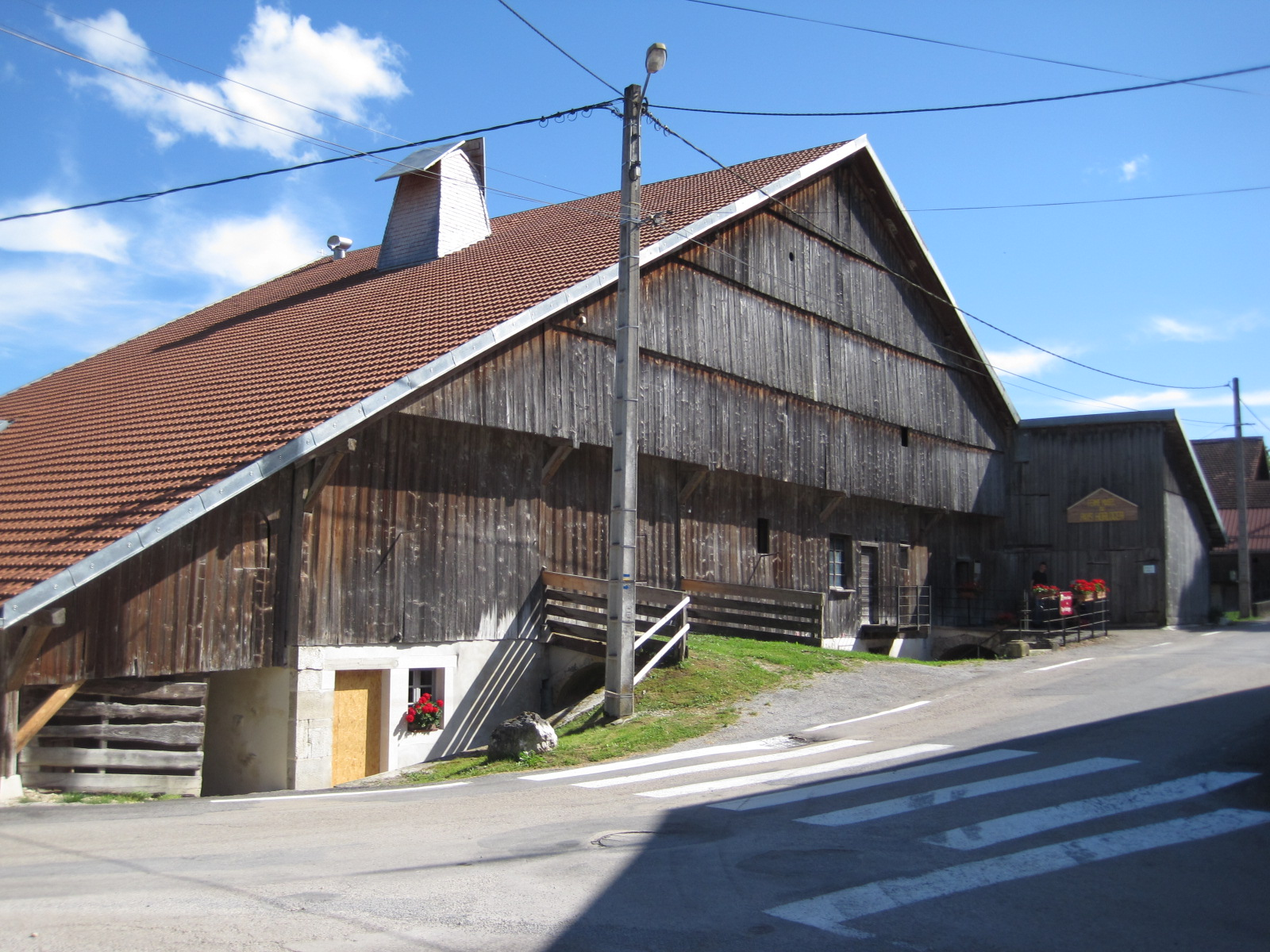
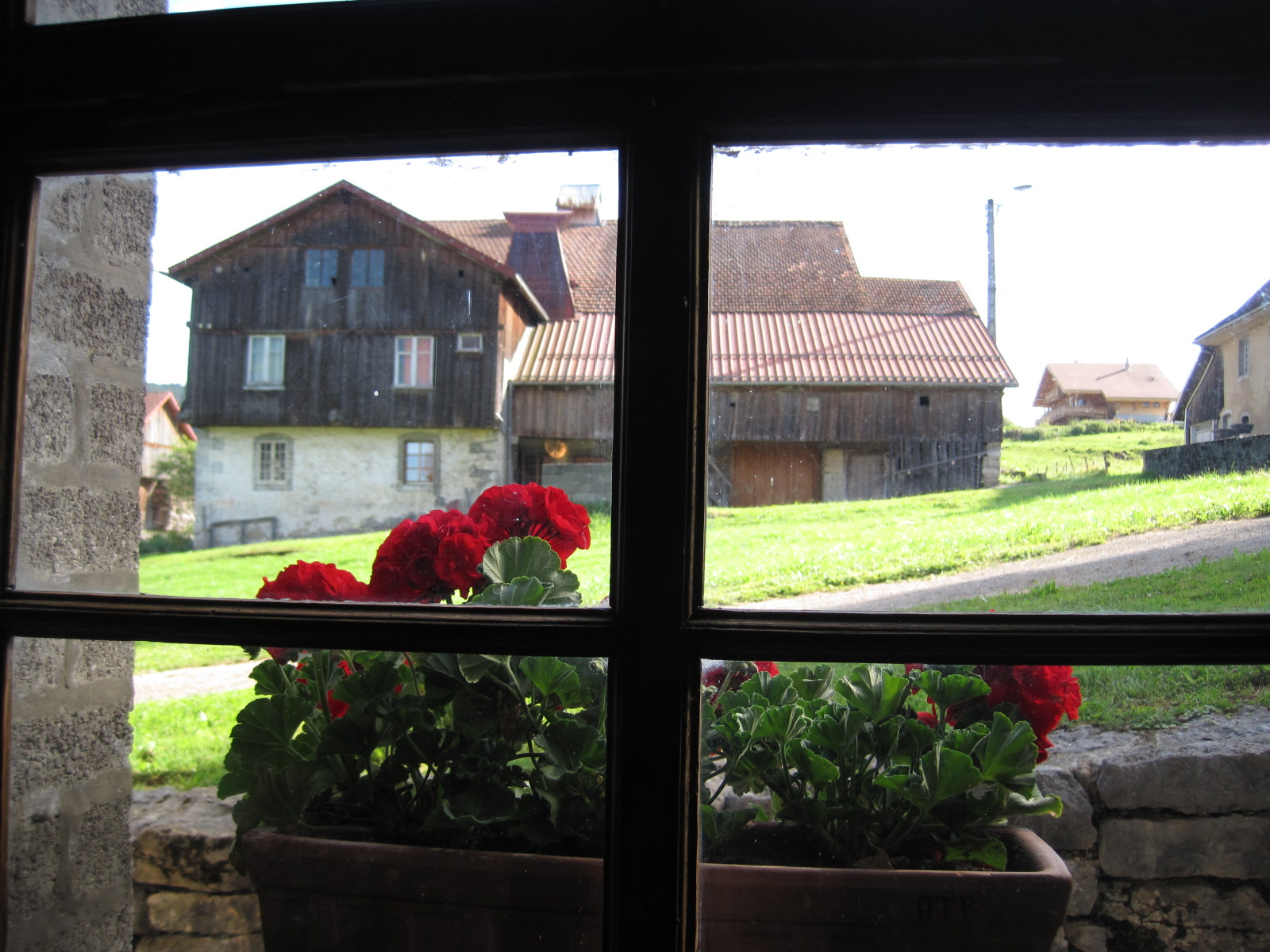

## Historique
En 1796, le négociant en balances Alexis Girard, fait construire cette ferme comtoise dans le quartier des cordiers de Grand'Combe-Châteleu. La ferme et les décors intérieurs sont inscrits aux monuments historiques depuis le 9 octobre 1979.

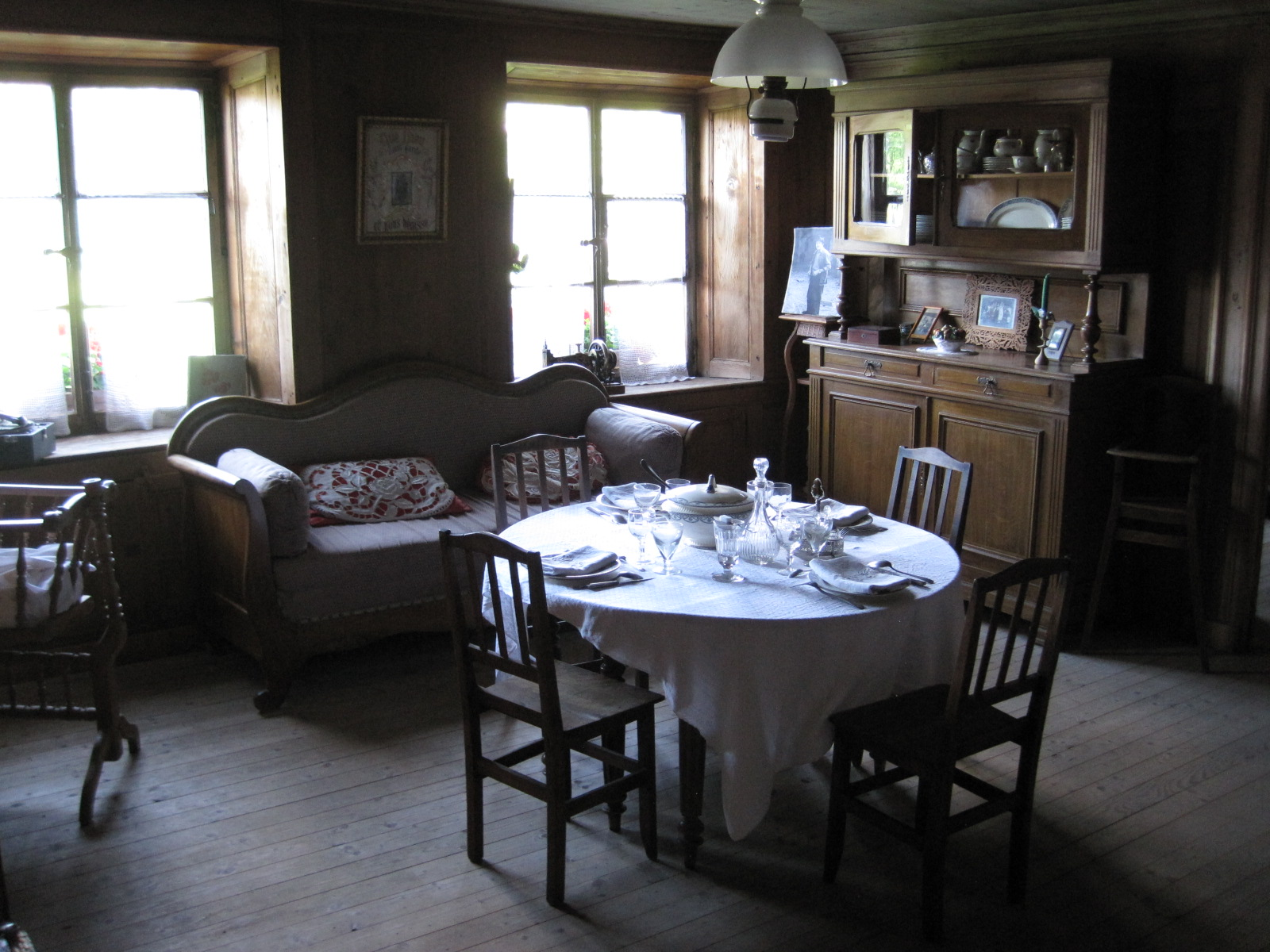
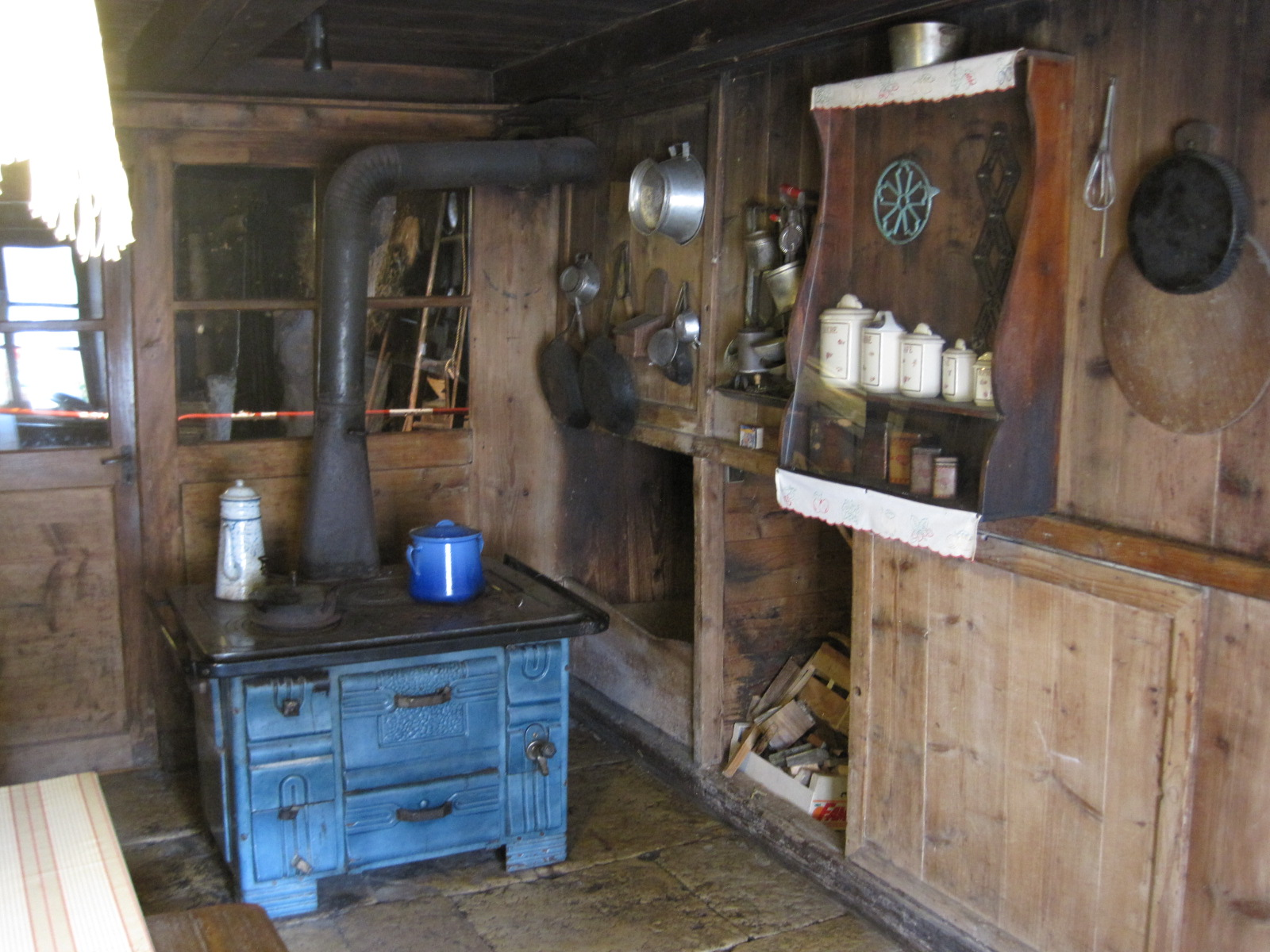
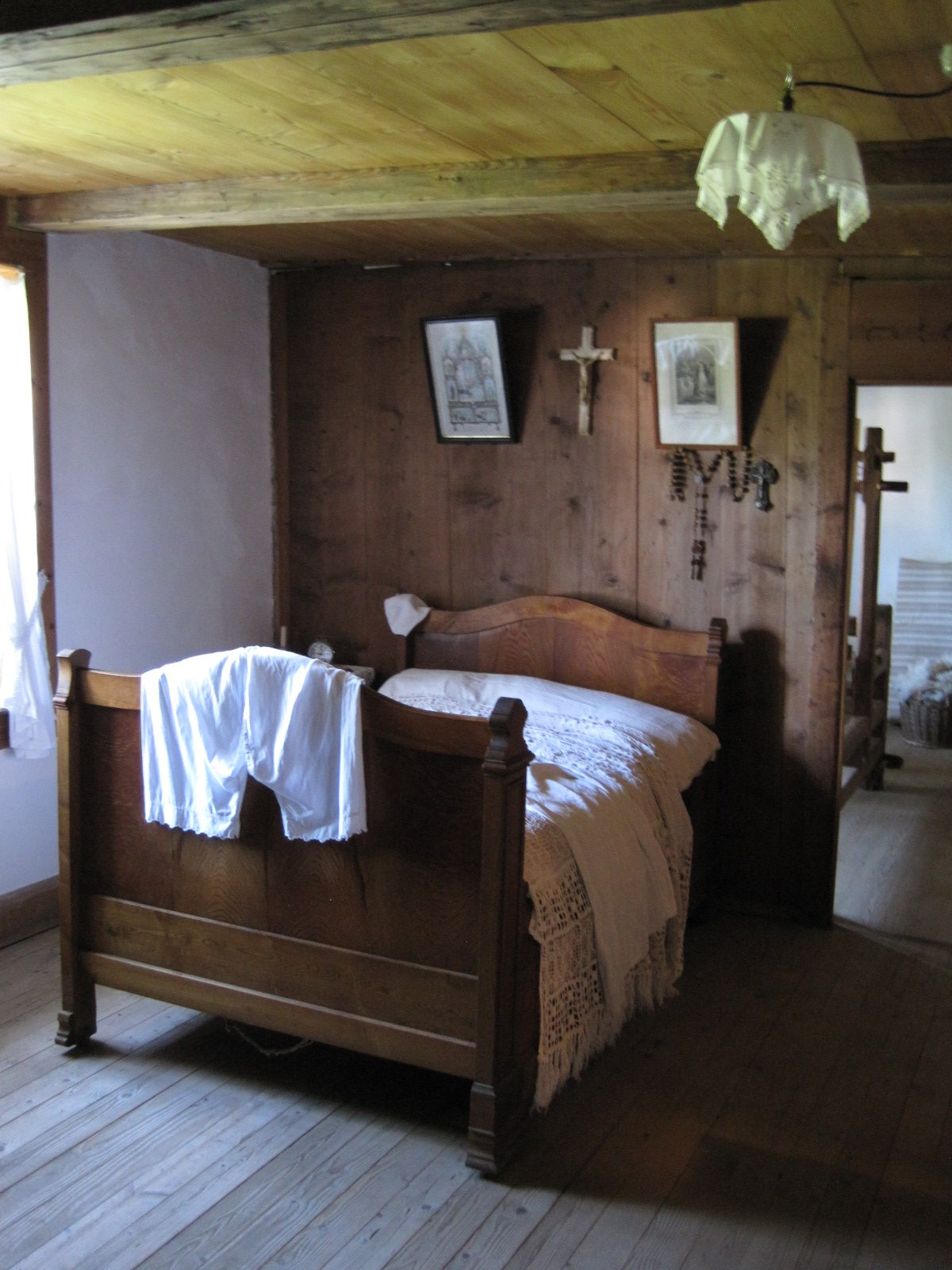
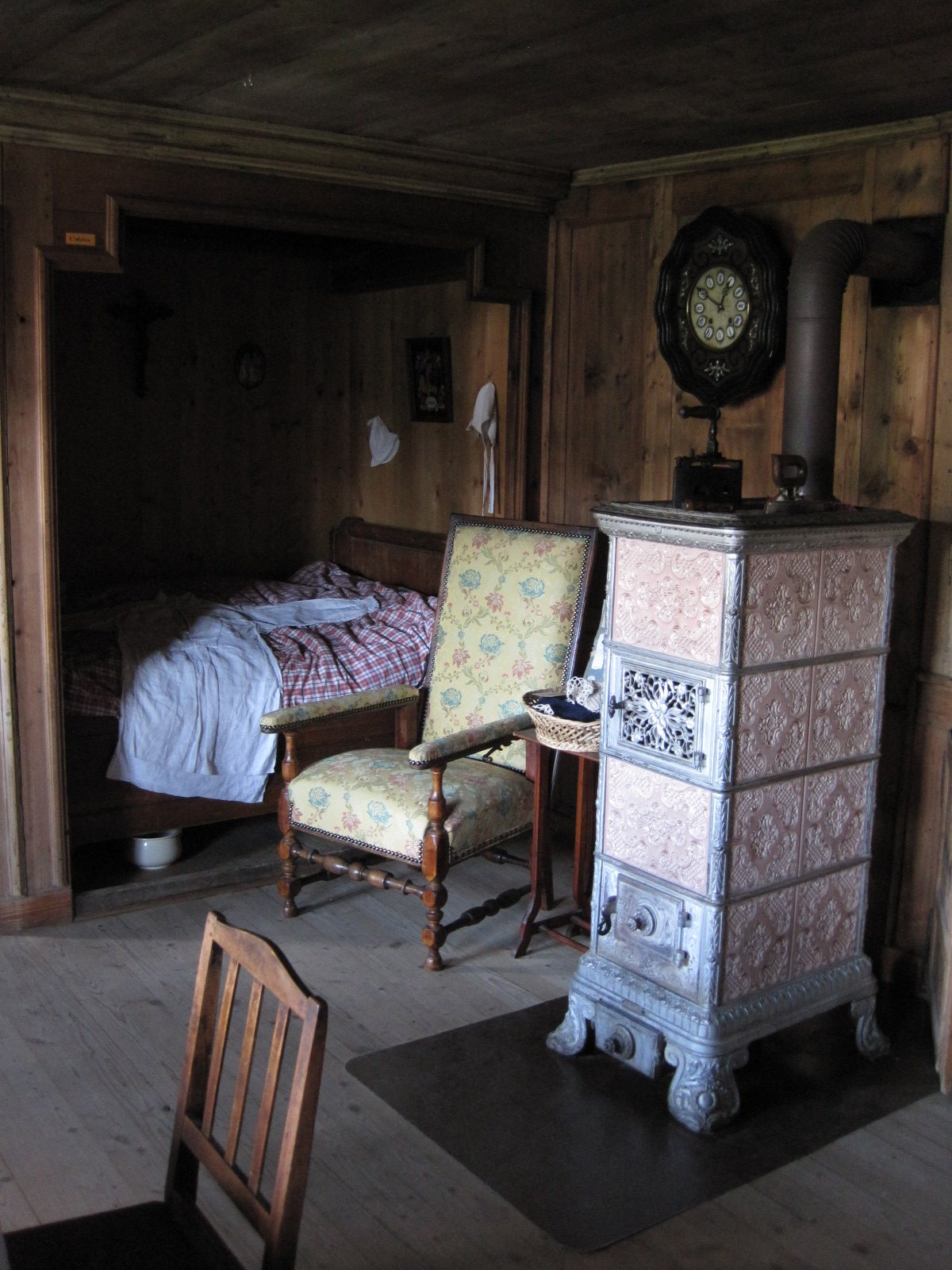

En 1982, l'« ATP du Beugnon » (Association Arts et Traditions Populaires du Beugnon) est créée par des amateurs de conservation et de mise en valeur du patrimoine du Haut-Doubs (vie rurale et artisanale). Elle inaugure l'écomusée et 1985 « la ferme-atelier du Beugnon » avec deux fermes voisines : l'atelier du forgeron Louis Girard (forge, maréchalerie, charronnage) et la grange de la ferme de Jules Jacquemot. En 1995 l'écomusée est rebaptisé « Fermes-Musée du Pays Horloger » à la suite de l'achat de la ferme Jacquemot (et de son tuyé) par la commune à l'initiative de l'ATP du Beugnon, à Jules Jacquemot, dernier habitant des lieux.

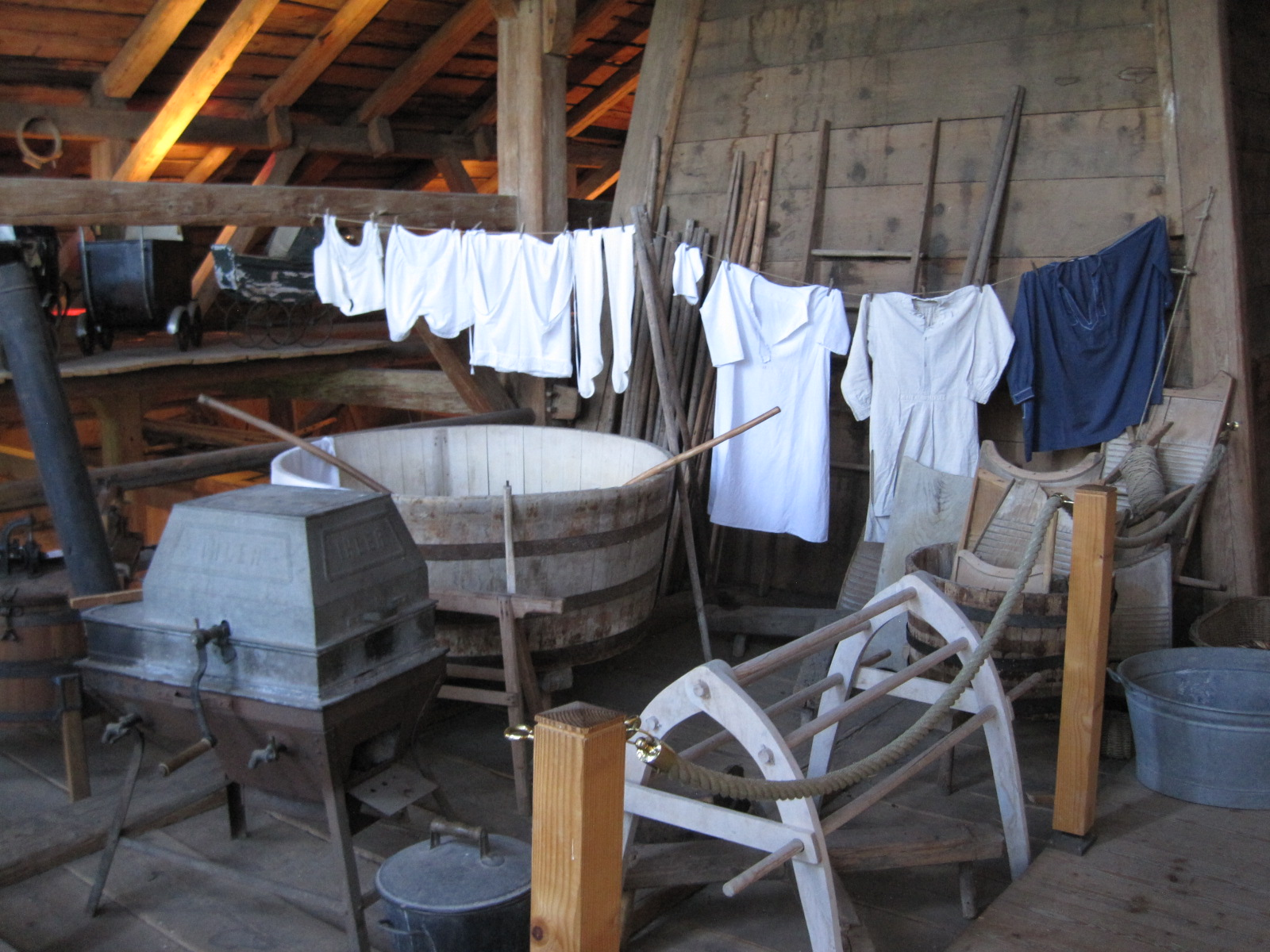
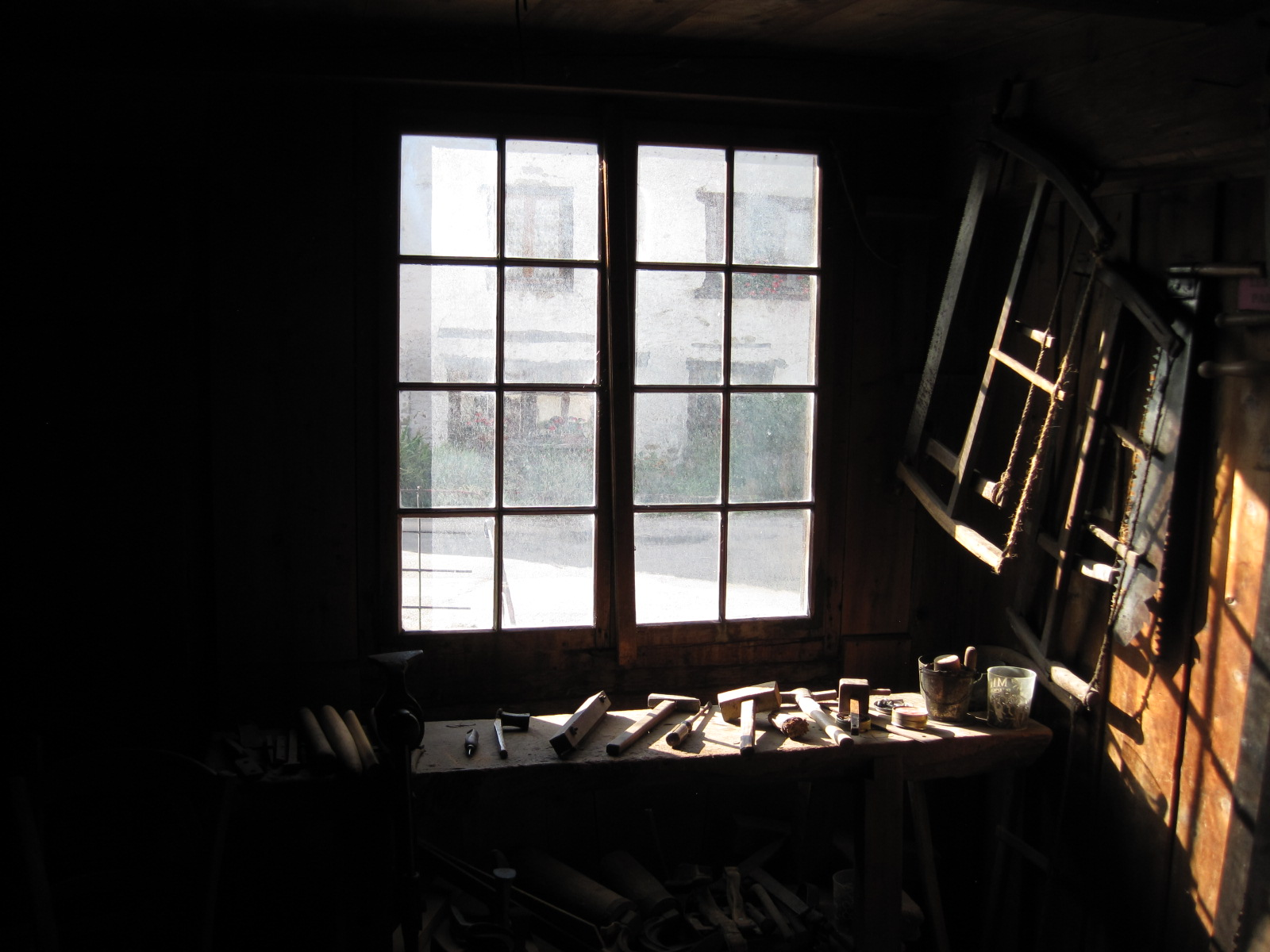
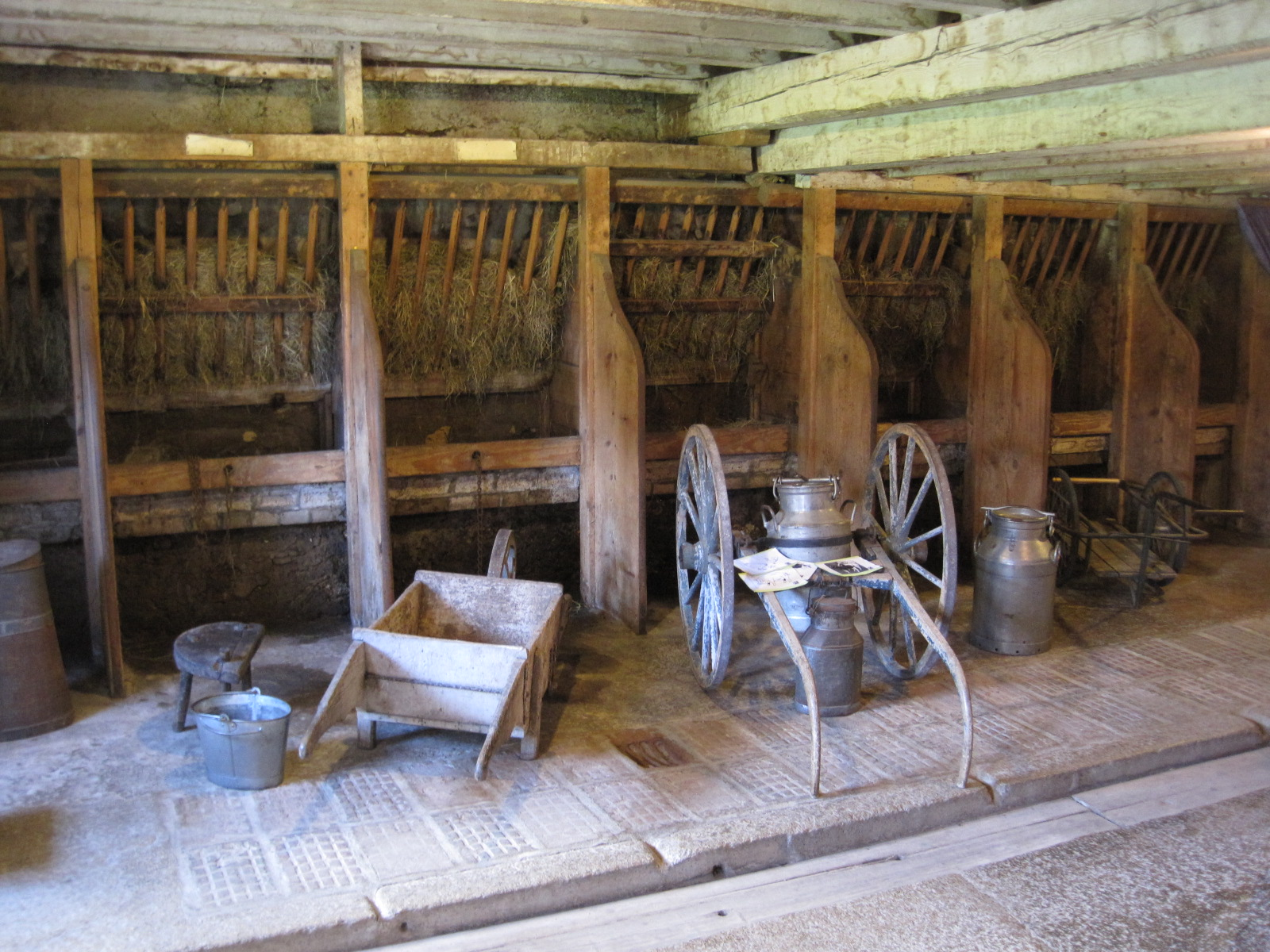
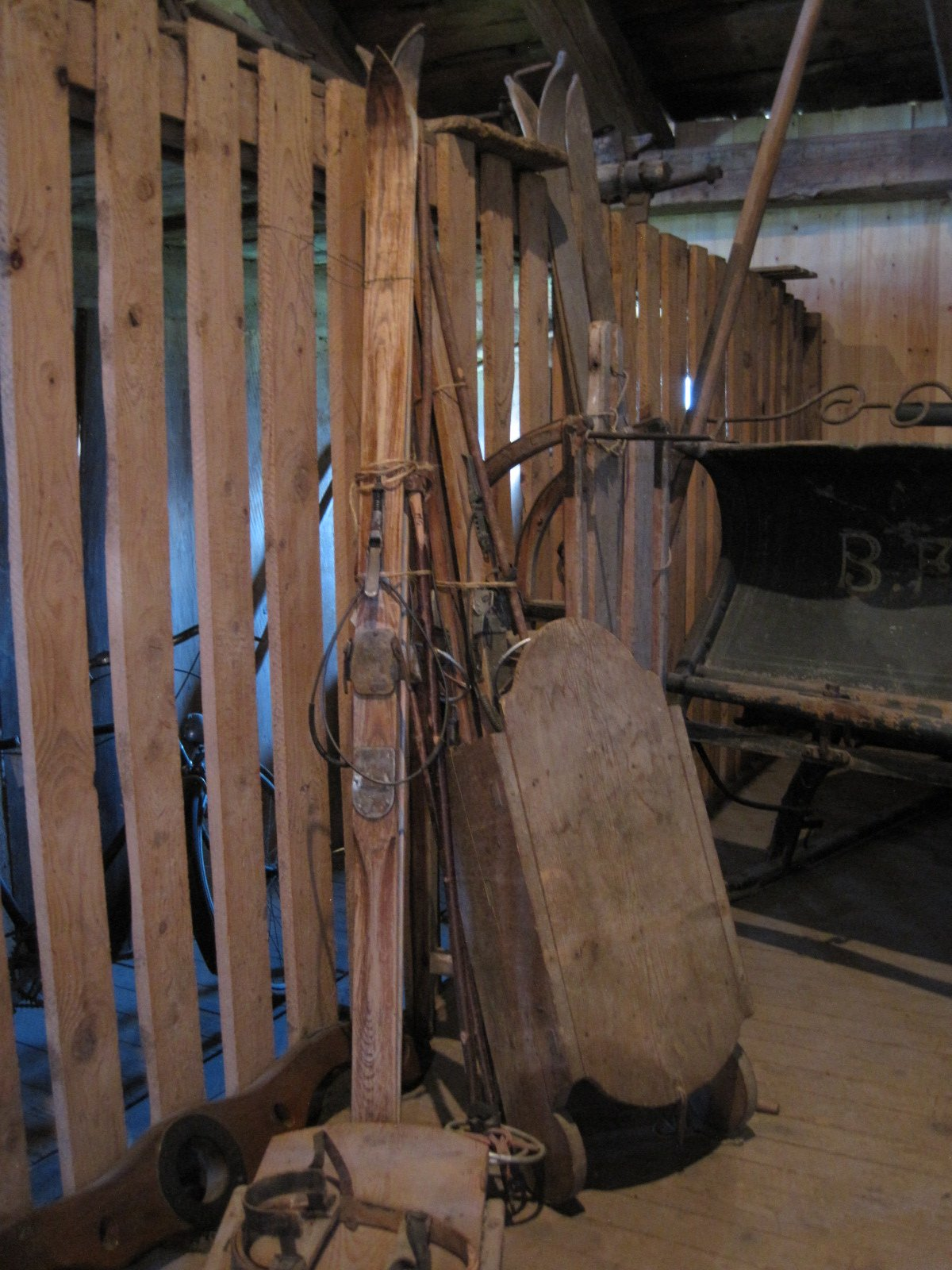
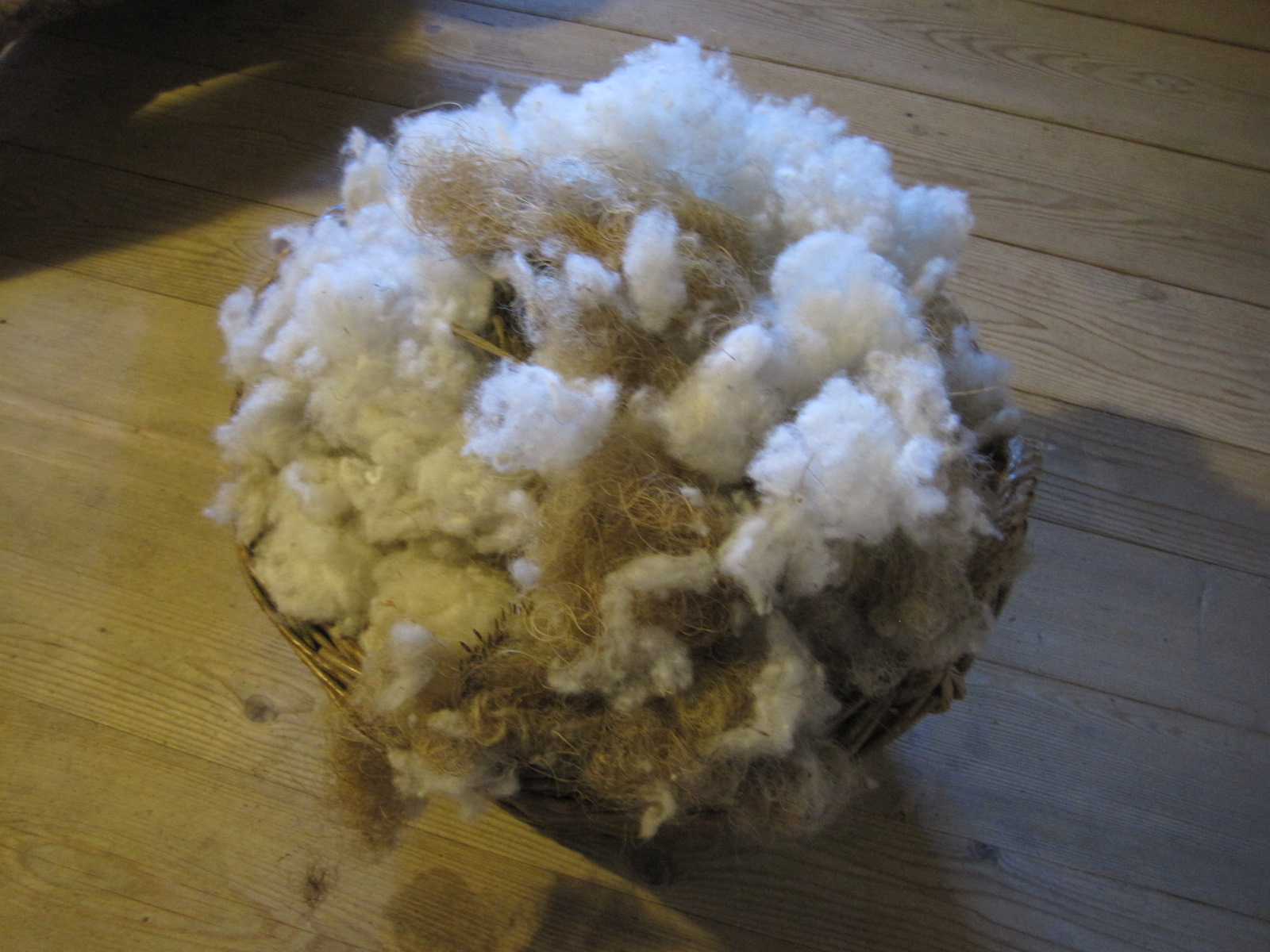
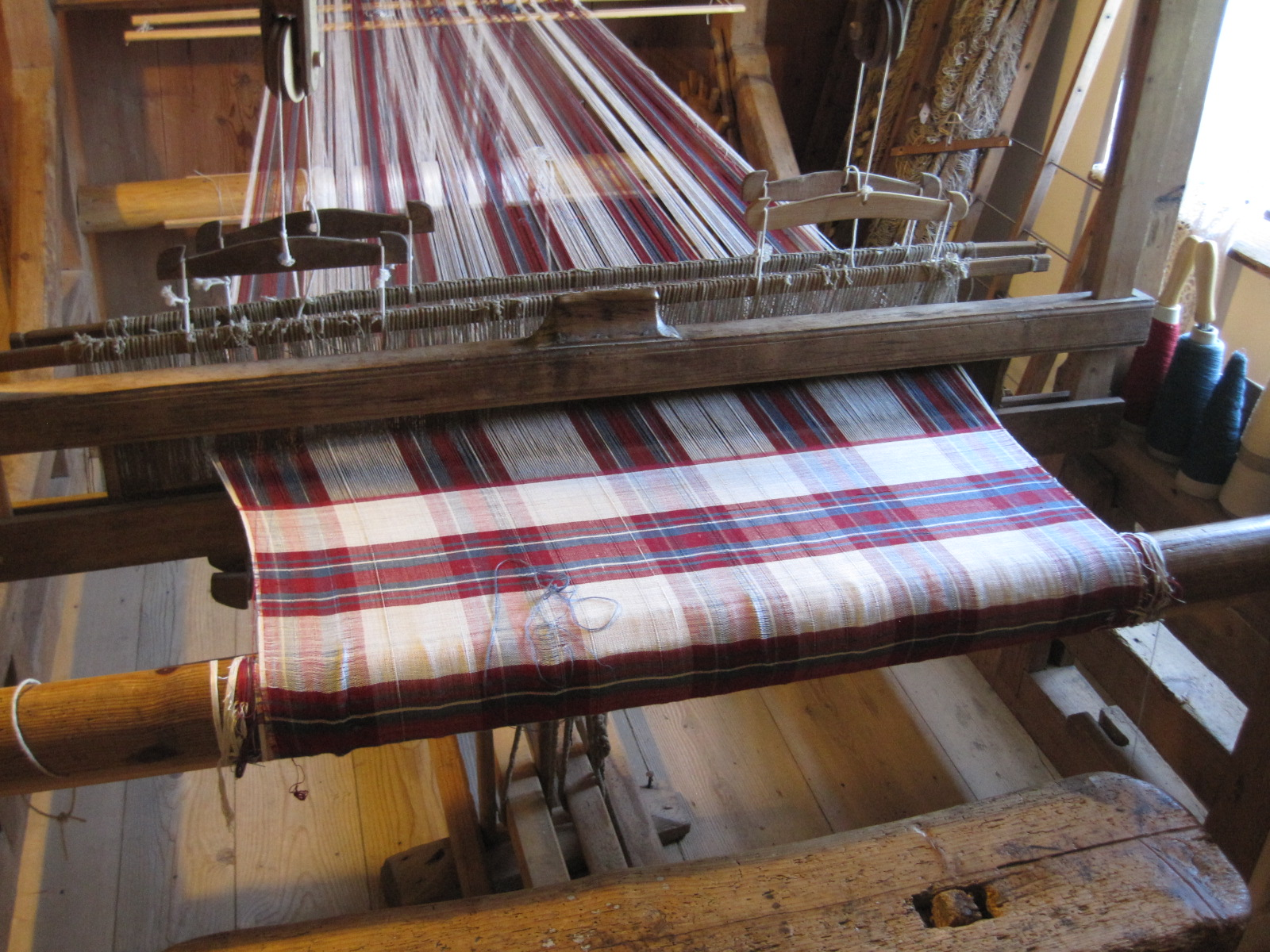
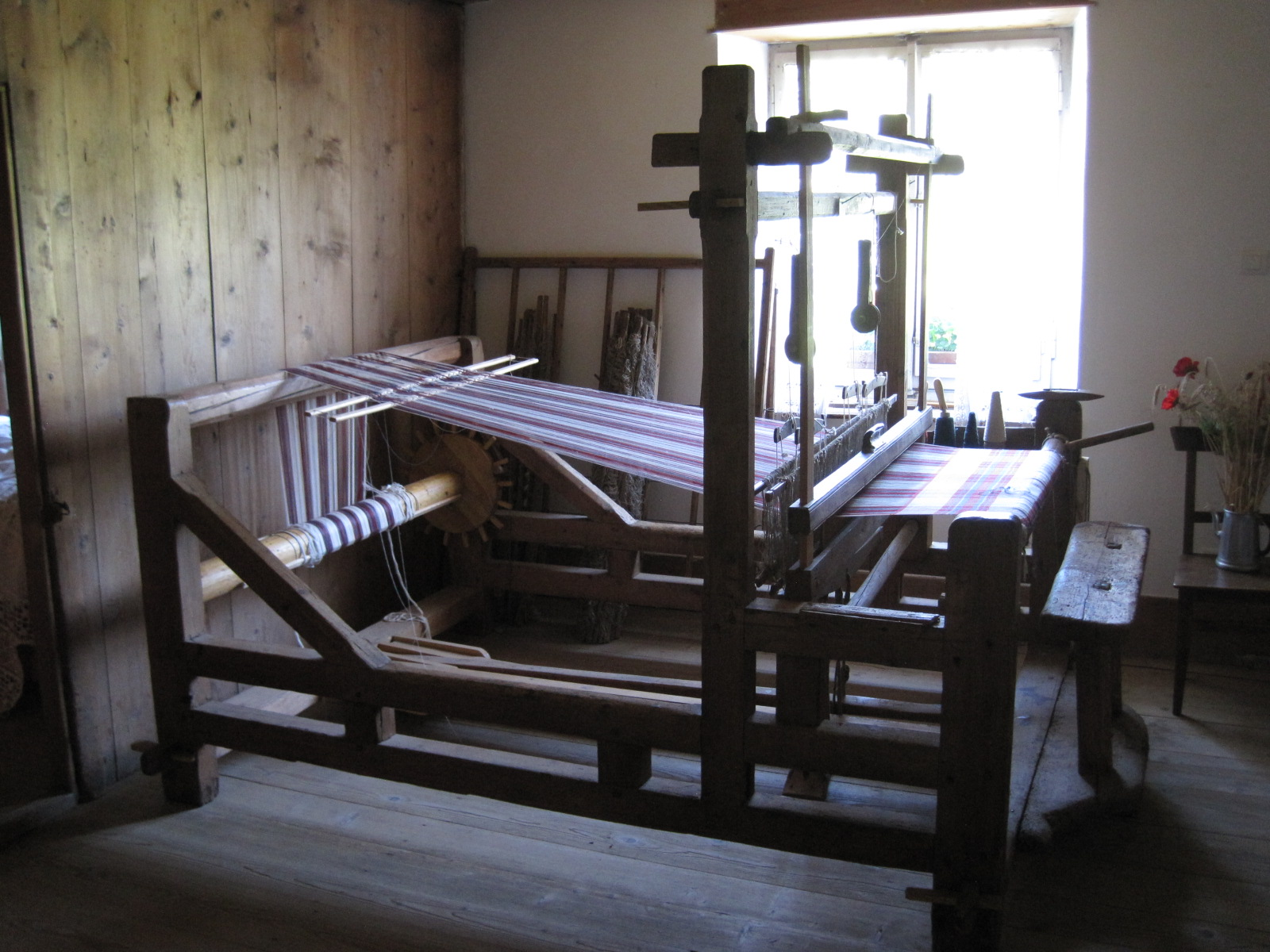
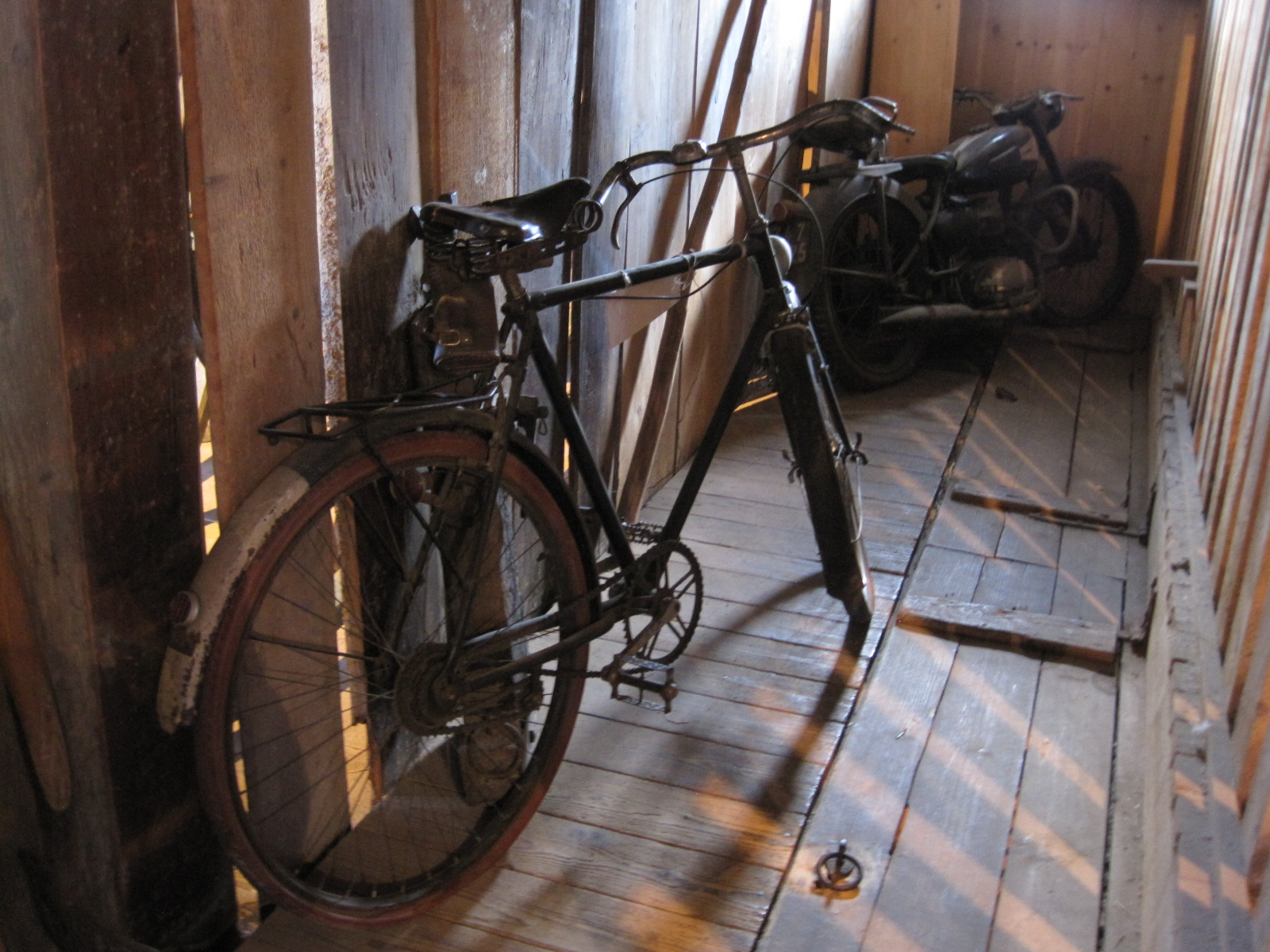
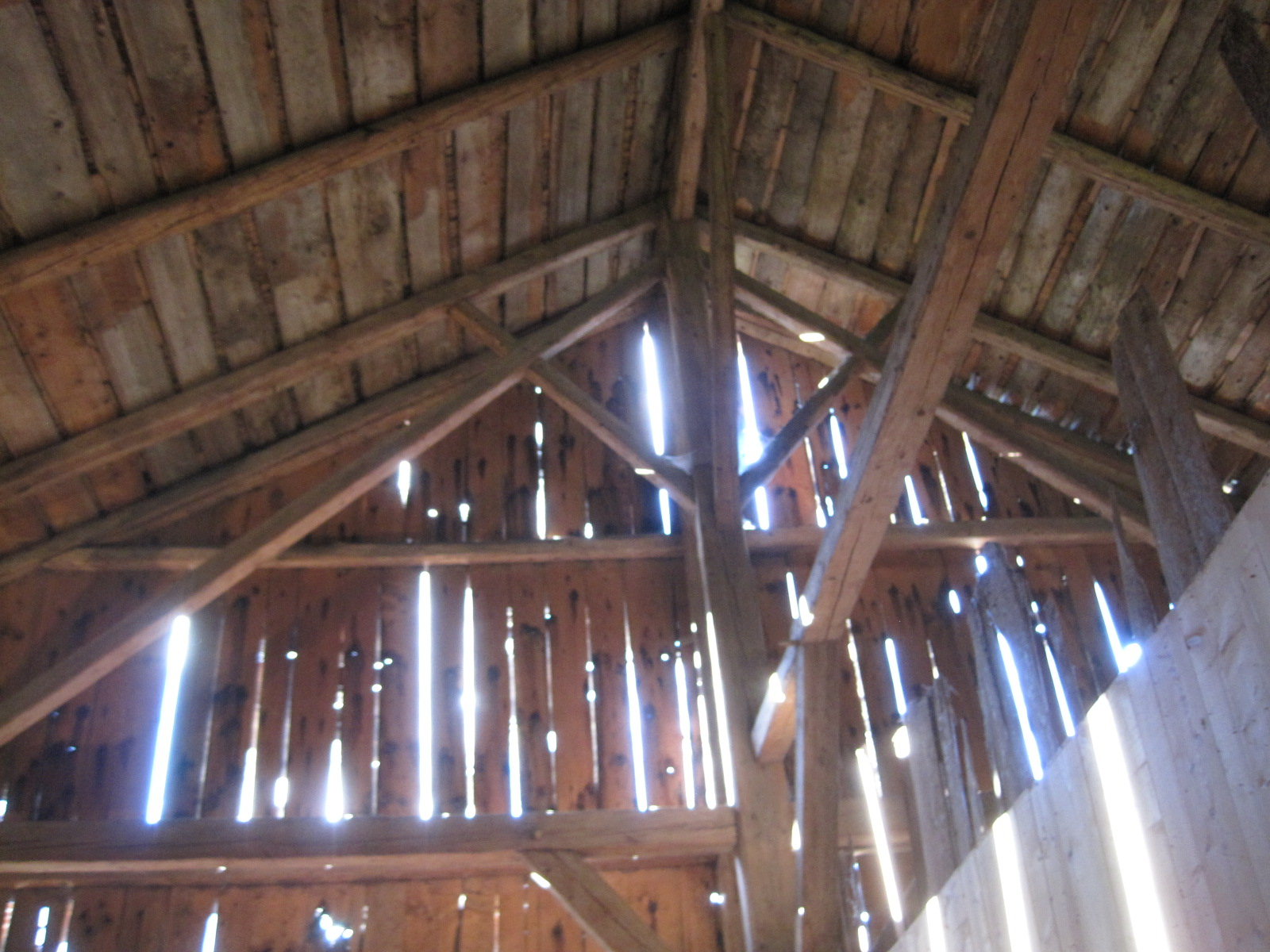
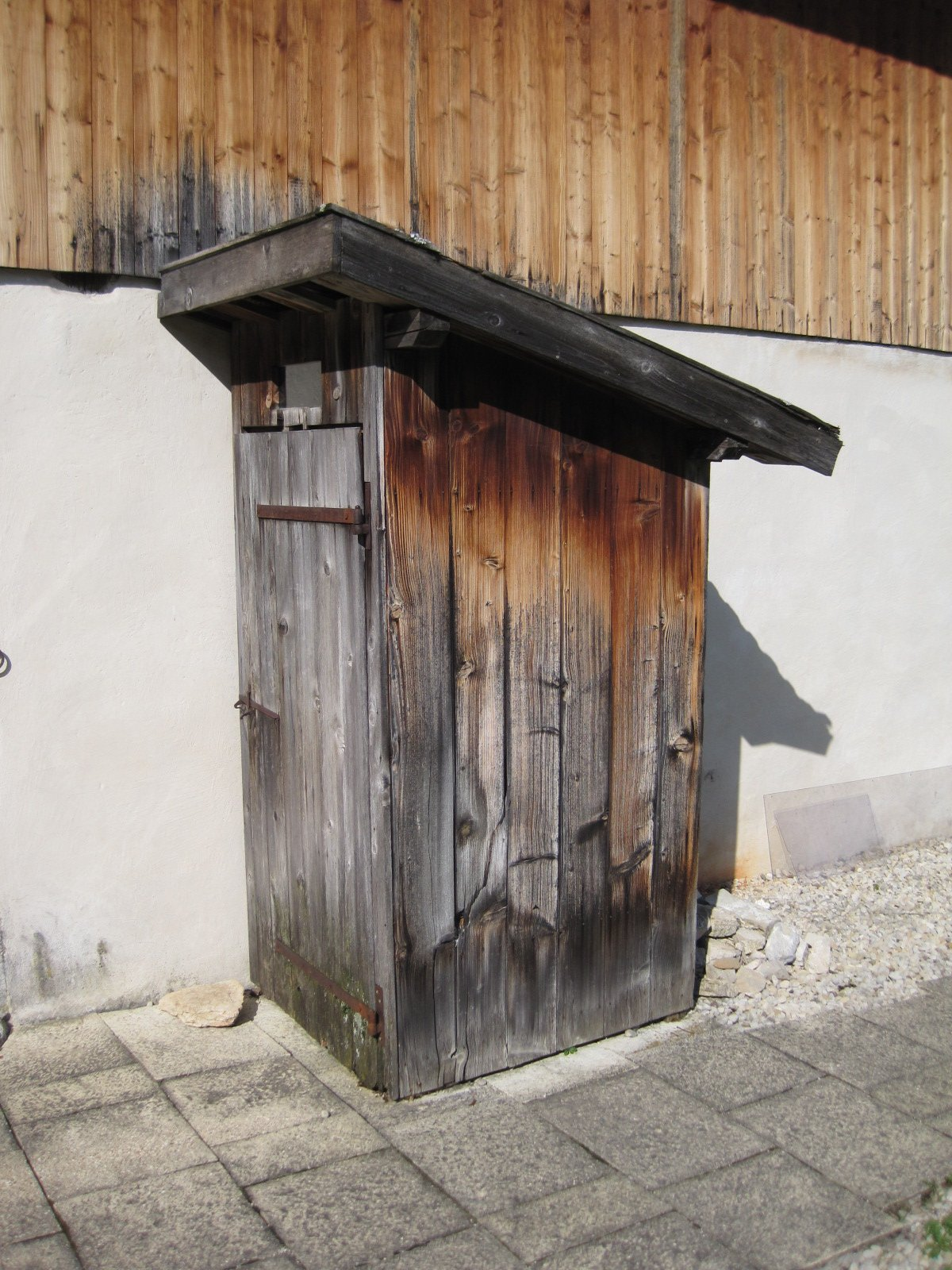

## Reconstitution historique

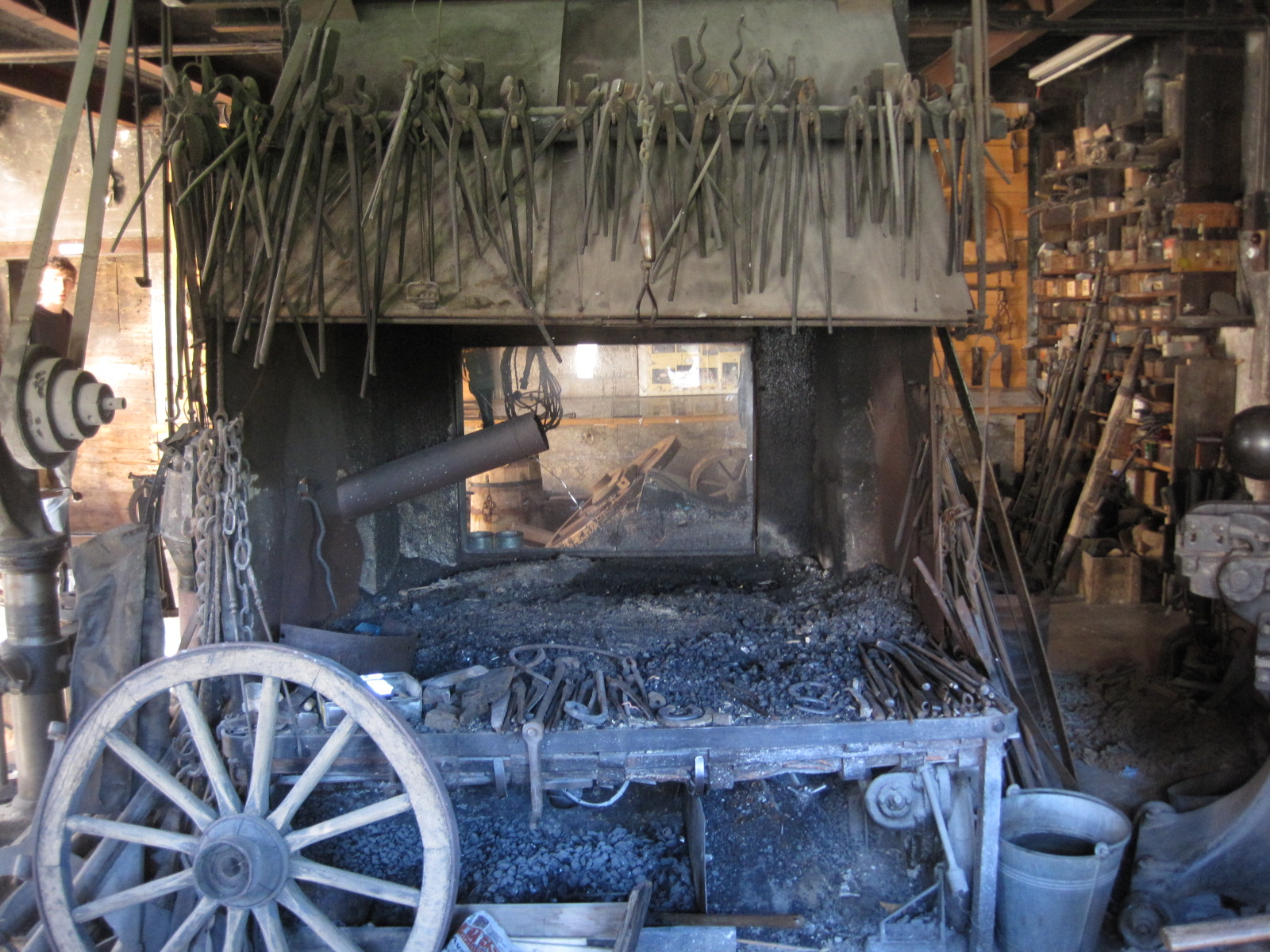
L'atelier du forgeron Louis Girard de la ferme comtoise voisine.

Le dernier dimanche d'août, une reconstitution historique villageoise est organisée aux « Fermes-Musée du Pays Horloger » avec de nombreuses animations : villageois en costume d'antan, démonstration de vieux métiers (forgeron, charron, rémouleur, rempaillage, relieur, calligraphe, potier, cordier, sanglier...), cuisine traditionnelle (saucisse de Morteau, jambon du tuyé, soupe aux pois, gâteau de ménage cuits au four à bois...).

## Quelques autres écomusées du Haut-Doubs
- Presbytère de Remoray
- Atelier du forgeron Louis Girard
- Maisons Comtoises de Nancray